# Billy Kidman
Pour les articles homonymes, voir Kidman.
Peter Gruner (né le 11 mai 1974 à Allentown) plus connu sous le nom de ring de Billy Kidman est un catcheur professionnel américain. Il est connu pour son travail à la World Championship Wrestling (WCW) de 1996 à 2001 puis à la World Wrestling Federation / World Wrestling Entertainment (WWF puis WWE à partir de 2002) de 2001 à 2005. 
Il commence sa carrière en 1994 dans diverses fédérations américaines avant de rejoindre la WCW en 1996. Là-bas, il remporte à trois reprises le championnat du monde des poids lourd légers de la WCW et deux fois le championnat du monde par équipes de la WCW avec Rey Mysterio, Jr. puis Konnan. Il est aussi le dernier champion du monde par équipes des poids lourd légers de la WCW avec Mysterio.
Il rejoint la WWF / WWE en 2001. Il est à deux reprises champion poids lourd légers de la WCW pendant la storyline de The Invasion. Il est ensuite deux fois champion poids lourd légers de la WWF / WWE et une fois champion par équipes de la WWE avec Paul London. Il arrête sa carrière en 2008 et devient producteur de la WWE jusqu'à son licenciement le 15 avril 2020 en raison des restrictions d'effectif dues à la crise de COVID-19 dans le monde.

## Jeunesse
Peter Gruner grandit à Allentown en Pennsylvanie. Il est ami avec Christopher Klucsarits qui va être connu sous le nom de ring de Chris Kanyon. Il fait partie de l'équipe d'athlétisme de son lycée. Après le lycée, il travaille comme guichetier dans une banque.

## Carrière de catcheur

### Débuts
Peter Gruner apprend le catch à la Wild Samoan Wrestling School à Hellertown auprès d'Afa et Sika Anoa'i. Il commence sa carrière dans des petites fédérations de catch de Pennsylvanie sous le nom de Kid Flash tout en continuant à travailler comme guichetier dans une banque la semaine. Peu de temps après ses débuts, il commence à faire équipe avec Ace Darling. Ils deviennent champions par équipes de l'East Coast Wrestling Association, une fédération de catch du Delaware, le 1er septembre 1995. Leur règne prend fin le 17 novembre après leur défaite face à Steve Corino et Lance Diamond.

### World Championship Wrestling(1996-2001)
Alors qu'il lutte dans des petites fédérations de catch, Gruner rencontre le catcheur Chris Kanyon qui va le recommander à Eric Bischoff, le président de la World Championship Wrestling (WCW). Il apparaît pour la première fois dans Monday Nitro, l'émission de catch majeure de la WCW, le 10 juin 1996 où il se fait battre rapidement par Lord Steven Regal.

### World Wrestling Federation/Entertainment (2001-2004)
Lorsque la WWF (maintenant WWE) a vendu la WCW, le contrat de gruner a été l'un des vingt-cinq catcheurs impliqués dans l'achat. Il fait ses débuts à la WWF en juillet 2001 en devenant tweener, il remporta le WCW Cruiserweight Championship de Gregory Helms lors du première match de la WCW à WWE SmackDown. Ensuite, Kidman battait le champion light-heavyweight X-Pac à WWF Invasion, après un shooting star press. Kidman devenait finalement face après Survivor Series,après avoir perdu son emploi. Lors du Survivor Series 2002, il bat Jamie Noble en terminant la longue règne de Noble pour le Cruiseweight Championship. Au début de 2004, Kidman entre dans la division Tag-Team en faisant équipe avec Paul London et ils ont beaucoup de défaites  mais en mai et juin ils commencent avoir des victoires à WWE Velocity. Ils commencent une petit-feud avec les Dudley Boyz à WWE Velocity lorsque Kidman donnée un Shooting Star Press à D-Von Dudley avec cette victoire ils décrochent une chance pour le WWE Tag Team Championship à WWE SmackDown. Lors du WWE SmackDown du 8 juillet 2004, il gagne le WWE Tag Team Championship avec London aux Dudleys en terminant officiellement leurs défaites.

## Palmarès
- East Coast Wrestling Association (ECWA)
  - 1 fois champion par équipes de l'ECWA avec Ace Darling[4]
  - Membre du Hall of Fame de l'ECWA (promotion 2004)[8]

- United States Wrestling Association (USWA)
  - 1 fois champion du monde par équipes de l'USWA avec Ace Darling[9]

- World Championship Wrestling (WCW)
  - 3 fois champion du monde des poids lourd légers de la WCW[10]
  - 1 fois champion du monde par équipes poids lourd légers de la WCW avec Rey Misterio, Jr.[11]
  - 2 fois champion du monde par équipes de la WCW avec Rey Misterio, Jr. (1) et  Konnan (1)[12]

- World Series Wrestling
  - WSW World Heavyweight Championship (1 fois)[13]

- World Wrestling Entertainment
  - WWE Tag Team Championship (1 fois) avec Paul London
  - WWF/E Cruiserweight Championship (4 fois)[10]

## Filmographie
Kidman est apparu dans deux films : The Dating Game et dans le film de la Warner Bros : Ready to Rumble, où il interprète son propre rôle.